# Telluride (scheikunde)
Een telluride is een chemische verbinding van het element telluur. Het is een verbinding die het telluride-ion bevat (Te2−). Het is de laatste in de stabiele reeks O2−, S2− en Se2−.
Enkel bij hoge pH bestaat het Te2−-ion in waterige oplossingen. In neutrale omstandigheden komt enkel het waterstoftelluride-ion (HTe−) voor. In zuur milieu komt waterstoftelluride (H2Te) voor.

## Voorbeelden
- Natriumtelluride
- Waterstoftelluride
- Zilvertelluride